# Torneo Guard1anes Clausura 2021 (Liga MX Femenil)
El Torneo Guard1anes Clausura 2021 (también llamado Torneo Clausura 2021) fue la VIII edición del campeonato de liga de la Primera División Femenil de México con el que se inició la temporada 2020-2021. La Primera División Femenil de México, conocida también como Liga MX Femenil, es la principal liga de fútbol profesional femenil en México la cual está regulada por la Federación Mexicana de Fútbol.

## Sistema de competición
El torneo de la Liga MX Femenil, está conformado en dos partes:
- Fase de calificación: Se integra por las 17 jornadas del torneo.
- Fase final: Se integra por los partidos de cuartos de final, semifinal y final, más conocida como liguilla.

### Fase de clasificación
En la fase de clasificación se observó el sistema de puntos. La ubicación en la tabla general, está sujeta a las siguientes condiciones:
- Por juego ganado se obtendrán tres puntos.
- Por juego empatado se obtendrá un punto.
- Por juego perdido no se otorgan puntos.

En esta fase participan los 18 clubes de la Liga MX Femenil jugando en cada torneo todos contra todos durante las 17 jornadas respectivas, a un solo partido.
El orden de los clubes al final de la fase de calificación del torneo corresponderá a la suma de los puntos obtenidos por cada uno de ellos y se presentará en forma descendente. Si al finalizar las 17 jornadas del torneo, dos o más clubes estuviesen empatados en puntos, su posición en la tabla general será determinada atendiendo a los siguientes criterios de desempate:
1. Mejor diferencia entre los goles anotados y recibidos y goles.
2. Mayor número de goles anotados.
3. Marcadores particulares entre los clubes empatados.
4. Mayor número de goles anotados como visitante.
5. Mejor ubicado en la tabla general de cociente
6. Tabla Fair Play
7. Sorteo.

Para determinar los lugares que ocuparán los clubes que participen en la fase final del torneo se tomará como base la tabla general de clasificación.
Participan automáticamente por el título de Campeón de la Liga MX Femenil, los ocho primeros clubes de la tabla general de clasificación al término de las 17 jornadas.

### Fase final
Los ocho clubes calificados para cuartos de final serán reubicados de acuerdo con el lugar que ocupen en la tabla General al término de la jornada 17, con el puesto del número uno al club mejor clasificado, y así hasta el número 8. Los partidos a esta fase se desarrollarán a visita, en las siguientes etapas:
Los clubes vencedores en los partidos de cuartos de final y semifinal serán aquellos que en los dos juegos anoten el mayor número de goles. De existir empate en el número de goles anotados, la posición se definirá a favor del club con mayor cantidad de goles a favor cuando actúe como visitante. Aplicarán las mismas normativas para el orden de enfrentamientos la ronda de semifinales y final.
Si una vez aplicado el criterio anterior los clubes siguieran empatados, se observará la posición de los clubes en la tabla general de clasificación.
Los partidos correspondientes a las fases de visita recíproca se jugarán obligatoriamente los días miércoles y sábado, y jueves y domingo eligiendo, en su caso, exclusivamente en forma descendente, los cuatro clubes mejor clasificados en la tabla general al término de la jornada 17, el día y horario de su partido como local. Los siguientes cuatro clubes podrán elegir únicamente el horario.
El club vencedor de la final y por lo tanto Campeón, será aquel que en los dos partidos anote el mayor número de goles. Si al término del tiempo reglamentario el partido está empatado, se agregarán dos tiempos extras de 15 minutos cada uno. De persistir el empate en estos periodos, se procederá a lanzar tiros penales hasta que resulte un vencedor.
Los partidos de cuartos de final se jugarán de la siguiente manera:
En las semifinales participarán los cuatro clubes vencedores de cuartos de final, reubicándolos del uno al cuatro, de acuerdo a su mejor posición en la tabla General de clasificación al término de la jornada 17 del torneo correspondiente, enfrentándose:
Disputarán el título de Campeón del Torneo de Clausura 2021, los dos clubes vencedores de la fase semifinal correspondiente, reubicándolos del uno al dos, de acuerdo a su mejor posición en la tabla general de clasificación al término de la jornada 17 de cada Torneo.

## Información de los equipos

### Equipos por Entidad Federativa
Para el VI torneo de la liga, las entidades federativas de los Estados Unidos Mexicanos con más equipos en la Primera División Femenil son la Ciudad de México, Hidalgo, Jalisco y Nuevo León con dos equipos.
| Entidad Federativa | N.º | Equipos                   |
| ------------------ | --- | ------------------------- |
| Ciudad de México   | 3   | América, Cruz Azul y UNAM |
| Jalisco            | 2   | Atlas y Guadalajara       |
| Nuevo León         | 2   | Monterrey y Tigres        |
| Aguascalientes     | 1   | Necaxa                    |
| Baja California    | 1   | Tijuana                   |
| Chihuahua          | 1   | Juárez                    |
| Coahuila           | 1   | Santos                    |
| Estado de México   | 1   | Toluca                    |
| Guanajuato         | 1   | León                      |
| Hidalgo            | 1   | Pachuca                   |
| Puebla             | 1   | Puebla                    |
| Querétaro          | 1   | Querétaro                 |
| San Luis Potosí    | 1   | Atlético de San Luis      |
| Sinaloa            | 1   | Mazatlán                  |

### Información de los equipos participantes
| Equipo               | Entrenador             | Ciudad                           | Estadio                   | Capacidad | Patrocinador       | Kit          |
| -------------------- | ---------------------- | -------------------------------- | ------------------------- | --------- | ------------------ | ------------ |
| América              | Hugo Ruiz              | Ciudad de México                 | Azteca                    | 87 000    | AT&T               | Nike         |
| Atlas                | Fernando Samayoa       | Guadalajara, Jalisco             | Jalisco                   | 56 713    | Banco Azteca       | Charly       |
| Atlético de San Luis | Rigoberto Esparza      | San Luis Potosí, San Luis Potosí | Alfonso Lastras           | 30 000    | Canel's            | Pirma        |
| Cruz Azul            | Carlos Roberto Pérez   | Ciudad de México                 | Instalaciones de La Noria | 400       | Cemento Cruz Azul  | Joma         |
| Guadalajara          | Edgar Mejía            | Guadalajara, Jalisco             | Akron                     | 49 850    | Sello Rojo         | Puma         |
| Juárez               | Ana Cristina González  | Ciudad Juárez, Chihuahua         | Olímpico Benito Juárez    | 19 703    | S-Mart             | Carrara      |
| León                 | Scarlett Parada        | León, Guanajuato                 | Nou Camp                  | 31 297    | Cementos Fortaleza | Pirma        |
| Mazatlán             | Miguel Javid Hernández | Mazatlán, Sinaloa                | Mazatlán                  | 25 000    | Caliente           | Pirma        |
| Monterrey            | Héctor Becerra         | Monterrey, Nuevo León            | BBVA                      | 53 500    | BBVA México        | Puma         |
| Necaxa               | Leonardo Álvarez       | Aguascalientes, Aguascalientes   | Victoria                  | 25 994    | Rolcar             | Charly       |
| Pachuca              | Toña Is                | Pachuca, Hidalgo                 | Hidalgo                   | 30 000    | Cementos Fortaleza | Charly       |
| Puebla               | Juan Carlos Cacho      | Puebla, Puebla                   | Cuauhtémoc                | 51 726    | AT&T               | Umbro        |
| Querétaro            | Carla Rossi            | Querétaro, Querétaro             | Corregidora               | 35 575    | Banco Multiva      | Puma         |
| Santos               | Jorge Campos Valadez   | Torreón, Coahuila                | Corona                    | 30 000    | Soriana            | Charly       |
| Tigres               | Roberto Medina         | Monterrey, Nuevo León            | Universitario             | 41 615    | Cemex              | Adidas       |
| Tijuana              | Frankie Oviedo         | Tijuana, Baja California         | Caliente                  | 27 333    | Caliente           | Charly       |
| Toluca               | Alberto Cuate          | Toluca, Estado de México         | Nemesio Díez              | 30 000    | tolucafc.com       | Under Armour |
| UNAM                 | Ileana Dávila          | Ciudad de México                 | Olímpico Universitario    | 72 000    | DHL                | Nike         |

#### Sedes alternas
| Equipo      | Ciudad                   | Estadio                                           | Capacidad |
| ----------- | ------------------------ | ------------------------------------------------- | --------- |
| América     | Ciudad de México         | Cancha Centenario No. 5 Club América              | 2 000     |
| Atlas       | Guadalajara, Jalisco     | Alfredo "Pistache" Torres                         | 3 000     |
| Atlas       | Guadalajara, Jalisco     | Centro de Capacitación de Fútbol Atlas FC (CECAF) | 0         |
| Guadalajara | Guadalajara, Jalisco     | Verde Valle - Cancha 2                            | 2 000     |
| Monterrey   | Monterrey, Nuevo León    | El Barrial                                        | 1 000     |
| Toluca      | Toluca, Estado de México | Instalaciones de Metepec - Cancha 2               | 1 000     |
| UNAM        | Ciudad de México         | La Cantera                                        | 2 000     |

### Cambios de entrenadores
| Equipo  | Entrenador (jornadas)                              |
| ------- | -------------------------------------------------- |
| Santos  | Martín Pérez (1 - 2) † Jorge Campos Valadez (3 - ) |
| Necaxa  | Fabiola Vargas (1 - 2) Leonardo Álvarez (3 - )     |
| Puebla  | Jorge Gómez (1 - 6) Juan Carlos Cacho (7 - )       |
| América | Leonardo Cuéllar (1 - 13) Hugo Ruiz (14 - )        |

## Torneo Regular
- El Calendario completo según la página oficial.
- Los horarios son correspondientes al Tiempo del Centro de México (UTC-6 y UTC-5 en horario de verano).[9]

| Jornada 1            | Jornada 1 | Jornada 1 | Jornada 1               | Jornada 1     | Jornada 1 | Jornada 1    | Jornada 1  | Jornada 1 | Jornada 1 |
| Local                | Resultado | Visitante | Estadio                 | Fecha         | Hora      | Espectadores | Amonestado | Expulsado |           |
| -------------------- | --------- | --------- | ----------------------- | ------------- | --------- | ------------ | ---------- | --------- | --------- |
| Querétaro            | 1 - 2     | Mazatlán  | Corregidora             | 7 de enero    | 17:00     | 0            | 1          | 0         |           |
| Necaxa               | 0 - 2     | Cruz Azul | Victoria                | 8 de enero    | 16:00     | 0            | 1          | 0         |           |
| UNAM                 | 2 - 0     | Tijuana   | La Cantera              | 9 de enero    | 12:00     | 0            | 1          | 0         |           |
| Atlético de San Luis | 0 - 5     | Monterrey | Alfonso Lastras         | 10 de enero   | 17:00     | 0            | 0          | 0         |           |
| América              | 1 - 2     | Atlas     | Cancha Centenario No. 5 | 11 de enero   | 15:45     | 0            | 0          | 0         |           |
| León                 | 0 - 2     | Toluca    | Nou Camp                | 11 de enero   | 17:00     | 0            | 4          | 0         |           |
| Tigres               | 3 - 0     | Pachuca   | Universitario           | 11 de enero   | 19:00     | 0            | 3          | 0         |           |
| Guadalajara          | 2 - 0     | Juárez    | Akron                   | 11 de enero   | 19:00     | 0            | 2          | 0         |           |
| Santos               | 0 - 0     | Puebla    | Cancha Alterna TSM      | 22 de febrero | 16:00     | 0            | 3          | 0         |           |

| Jornada 2 | Jornada 2 | Jornada 2            | Jornada 2                 | Jornada 2   | Jornada 2 | Jornada 2    | Jornada 2  | Jornada 2 | Jornada 2 |
| Local     | Resultado | Visitante            | Estadio                   | Fecha       | Hora      | Espectadores | Amonestado | Expulsado |           |
| --------- | --------- | -------------------- | ------------------------- | ----------- | --------- | ------------ | ---------- | --------- | --------- |
| Cruz Azul | 1 - 1     | León                 | Instalaciones de La Noria | 14 de enero | 15:45     | 0            | 4          | 0         |           |
| Querétaro | 3 - 2     | Atlético de San Luis | Corregidora               | 15 de enero | 17:00     | 0            | 1          | 0         |           |
| Atlas     | 2 - 1     | Tigres               | Alfredo "Pistache" Torres | 16 de enero | 10:00     | 0            | 5          | 0         |           |
| Mazatlán  | 1 - 2     | Guadalajara          | Mazatlán                  | 16 de enero | 10:00     | 0            | 0          | 0         |           |
| Puebla    | 0 - 3     | UNAM                 | Cuauhtémoc                | 17 de enero | 12:00     | 0            | 1          | 0         |           |
| América   | 2 - 1     | Juárez               | Cancha Centenario No. 5   | 18 de enero | 15:45     | 0            | 4          | 0         |           |
| Pachuca   | 1 - 2     | Santos               | Hidalgo                   | 18 de enero | 17:00     | 0            | 1          | 0         |           |
| Monterrey | 5 - 0     | Necaxa               | BBVA                      | 18 de enero | 19:00     | 0            | 0          | 0         |           |
| Tijuana   | 0 - 1     | Toluca               | Caliente                  | 18 de enero | 21:00     | 0            | 3          | 0         |           |

| Jornada 3   | Jornada 3 | Jornada 3            | Jornada 3                 | Jornada 3   | Jornada 3 | Jornada 3    | Jornada 3  | Jornada 3 | Jornada 3 |
| Local       | Resultado | Visitante            | Estadio                   | Fecha       | Hora      | Espectadores | Amonestado | Expulsado |           |
| ----------- | --------- | -------------------- | ------------------------- | ----------- | --------- | ------------ | ---------- | --------- | --------- |
| UNAM        | 3 - 0     | Monterrey            | La Cantera                | 21 de enero | 15:45     | 0            | 2          | 0         |           |
| Cruz Azul   | 3 - 1     | Atlético de San Luis | Instalaciones de La Noria | 22 de enero | 15:45     | 0            | 2          | 0         |           |
| Juárez      | 1 - 1     | Pachuca              | Olímpico Benito Juárez    | 23 de enero | 10:00     | 0            | 6          | 0         |           |
| Mazatlán    | 1 - 1     | América              | Mazatlán                  | 24 de enero | 10:00     | 0            | 2          | 0         |           |
| Toluca      | 1 - 0     | Querétaro            | Instalaciones de Metepec  | 25 de enero | 15:45     | 0            | 2          | 0         |           |
| Guadalajara | 2 - 0     | Santos               | Akron                     | 25 de enero | 17:00     | 0            | 3          | 0         |           |
| Tigres      | 2 - 1     | Puebla               | Universitario             | 25 de enero | 19:00     | 0            | 3          | 0         |           |
| León        | 2 - 1     | Necaxa               | Nou Camp                  | 25 de enero | 19:00     | 0            | 2          | 0         |           |
| Tijuana     | 0 - 1     | Atlas                | Caliente                  | 25 de enero | 19:00     | 0            | 1          | 0         |           |

| Jornada 4            | Jornada 4 | Jornada 4   | Jornada 4                 | Jornada 4    | Jornada 4 | Jornada 4    | Jornada 4  | Jornada 4 | Jornada 4 |
| Local                | Resultado | Visitante   | Estadio                   | Fecha        | Hora      | Espectadores | Amonestado | Expulsado |           |
| -------------------- | --------- | ----------- | ------------------------- | ------------ | --------- | ------------ | ---------- | --------- | --------- |
| Necaxa               | 1 - 1     | UNAM        | Victoria                  | 29 de enero  | 15:45     | 0            | 3          | 0         |           |
| Atlas                | 2 - 1     | León        | Alfredo "Pistache" Torres | 30 de enero  | 10:00     | 0            | 6          | 0         |           |
| Juárez               | 0 - 1     | Mazatlán    | Olímpico Benito Juárez    | 30 de enero  | 12:00     | 0            | 4          | 0         |           |
| Monterrey            | 2 - 0     | Querétaro   | El Barrial                | 31 de enero  | 10:30     | 0            | 1          | 0         |           |
| Puebla               | 1 - 1     | Cruz Azul   | Cuauhtémoc                | 31 de enero  | 12:00     | 0            | 2          | 0         |           |
| Atlético de San Luis | 3 - 5     | Tijuana     | Alfonso Lastras           | 31 de enero  | 17:00     | 0            | 2          | 0         |           |
| América              | 2 - 2     | Toluca      | Cancha Centenario No. 5   | 1 de febrero | 15:45     | 0            | 1          | 0         |           |
| Pachuca              | 1 - 0     | Guadalajara | Hidalgo                   | 1 de febrero | 17:00     | 0            | 4          | 0         |           |
| Santos               | 0 - 3     | Tigres      | Corona                    | 1 de febrero | 19:00     | 0            | 5          | 0         |           |

| Jornada 5            | Jornada 5 | Jornada 5   | Jornada 5                 | Jornada 5    | Jornada 5 | Jornada 5    | Jornada 5  | Jornada 5 | Jornada 5 |
| Local                | Resultado | Visitante   | Estadio                   | Fecha        | Hora      | Espectadores | Amonestado | Expulsado |           |
| -------------------- | --------- | ----------- | ------------------------- | ------------ | --------- | ------------ | ---------- | --------- | --------- |
| UNAM                 | 1 - 0     | Juárez      | La Cantera                | 3 de febrero | 15:45     | 0            | 1          | 0         |           |
| Tijuana              | 0 - 0     | Mazatlán    | Caliente                  | 3 de febrero | 21:00     | 0            | 0          | 0         |           |
| Atlas                | 3 - 3     | Pachuca     | Alfredo "Pistache" Torres | 4 de febrero | 10:00     | 0            | 3          | 0         |           |
| Toluca               | 2 - 1     | Puebla      | Instalaciones de Metepec  | 4 de febrero | 12:00     | 0            | 5          | 0         |           |
| Necaxa               | 0 - 1     | América     | Victoria                  | 4 de febrero | 16:00     | 0            | 2          | 0         |           |
| León                 | 2 - 1     | Santos      | Nou Camp                  | 4 de febrero | 17:00     | 0            | 1          | 0         |           |
| Monterrey            | 5 - 1     | Cruz Azul   | BBVA                      | 4 de febrero | 19:00     | 0            | 2          | 0         |           |
| Atlético de San Luis | 0 - 0     | Tigres      | Alfonso Lastras           | 5 de febrero | 16:00     | 0            | 4          | 0         |           |
| Querétaro            | 3 - 3     | Guadalajara | Corregidora               | 5 de febrero | 17:00     | 0            | 3          | 2         |           |

| Jornada 6   | Jornada 6 | Jornada 6            | Jornada 6                 | Jornada 6    | Jornada 6 | Jornada 6    | Jornada 6  | Jornada 6 | Jornada 6 |
| Local       | Resultado | Visitante            | Estadio                   | Fecha        | Hora      | Espectadores | Amonestado | Expulsado |           |
| ----------- | --------- | -------------------- | ------------------------- | ------------ | --------- | ------------ | ---------- | --------- | --------- |
| Juárez      | 1 - 2     | Tijuana              | Olímpico Benito Juárez    | 6 de febrero | 10:00     | 0            | 5          | 0         |           |
| América     | 1 - 1     | León                 | Cancha Centenario No. 5   | 7 de febrero | 10:00     | 0            | 1          | 0         |           |
| Mazatlán    | 0 - 3     | Monterrey            | Mazatlán                  | 7 de febrero | 10:00     | 0            | 3          | 0         |           |
| Puebla      | 0 - 1     | Atlas                | Cuauhtémoc                | 7 de febrero | 12:00     | 0            | 2          | 0         |           |
| Cruz Azul   | 0 - 2     | UNAM                 | Instalaciones de La Noria | 8 de febrero | 15:45     | 0            | 3          | 1         |           |
| Guadalajara | 3 - 0     | Atlético de San Luis | Akron                     | 8 de febrero | 17:00     | 0            | 0          | 0         |           |
| Tigres      | 2 - 0     | Necaxa               | Universitario             | 8 de febrero | 19:00     | 0            | 3          | 0         |           |
| Santos      | 1 - 2     | Querétaro            | Corona                    | 8 de febrero | 19:00     | 0            | 3          | 0         |           |
| Pachuca     | 2 - 0     | Toluca               | Hidalgo                   | 8 de febrero | 19:00     | 0            | 1          | 0         |           |

| Jornada 7            | Jornada 7 | Jornada 7   | Jornada 7                 | Jornada 7     | Jornada 7 | Jornada 7    | Jornada 7  | Jornada 7 | Jornada 7 |
| Local                | Resultado | Visitante   | Estadio                   | Fecha         | Hora      | Espectadores | Amonestado | Expulsado |           |
| -------------------- | --------- | ----------- | ------------------------- | ------------- | --------- | ------------ | ---------- | --------- | --------- |
| Necaxa               | 0 - 2     | Guadalajara | Victoria                  | 12 de febrero | 16:00     | 0            | 1          | 0         |           |
| Querétaro            | 1 - 2     | América     | Corregidora               | 12 de febrero | 17:00     | 0            | 2          | 0         |           |
| Atlas                | 3 - 2     | Santos      | Alfredo "Pistache" Torres | 13 de febrero | 10:00     | 0            | 2          | 0         |           |
| UNAM                 | 1 - 0     | Pachuca     | La Cantera                | 13 de febrero | 12:00     | 0            | 1          | 0         |           |
| Monterrey            | 3 - 4     | Juárez      | El Barrial                | 14 de febrero | 10:30     | 0            | 2          | 1         |           |
| Atlético de San Luis | 3 - 0     | Mazatlán    | Alfonso Lastras           | 14 de febrero | 17:00     | 0            | 3          | 0         |           |
| Toluca               | 1 - 1     | Cruz Azul   | Instalaciones de Metepec  | 15 de febrero | 15:45     | 0            | 4          | 0         |           |
| León                 | 0 - 4     | Tigres      | Nou Camp                  | 15 de febrero | 17:00     | 0            | 2          | 0         |           |
| Tijuana              | 0 - 0     | Puebla      | Caliente                  | 15 de febrero | 19:00     | 0            | 0          | 0         |           |

| Jornada 8   | Jornada 8 | Jornada 8            | Jornada 8                 | Jornada 8     | Jornada 8 | Jornada 8    | Jornada 8  | Jornada 8 | Jornada 8 |
| Local       | Resultado | Visitante            | Estadio                   | Fecha         | Hora      | Espectadores | Amonestado | Expulsado |           |
| ----------- | --------- | -------------------- | ------------------------- | ------------- | --------- | ------------ | ---------- | --------- | --------- |
| América     | 3 - 1     | UNAM                 | Cancha Centenario No. 5   | 25 de febrero | 15:45     | 0            | 6          | 0         |           |
| Cruz Azul   | 0 - 0     | Tijuana              | Instalaciones de La Noria | 26 de febrero | 15:45     | 0            | 2          | 0         |           |
| Mazatlán    | 2 - 2     | Atlas                | Mazatlán                  | 27 de febrero | 10:00     | 0            | 1          | 0         |           |
| Juárez      | 1 - 1     | Atlético de San Luis | Olímpico Benito Juárez    | 27 de febrero | 12:00     | 0            | 2          | 0         |           |
| Guadalajara | 5 - 1     | León                 | Verde Valle               | 28 de febrero | 11:15     | 0            | 2          | 0         |           |
| Puebla      | 0 - 1     | Querétaro            | Cuauhtémoc                | 28 de febrero | 12:00     | 0            | 1          | 0         |           |
| Tigres      | 2 - 0     | Toluca               | Universitario             | 1 de marzo    | 19:00     | 0            | 0          | 0         |           |
| Pachuca     | 1 - 0     | Monterrey            | Hidalgo                   | 1 de marzo    | 19:00     | 0            | 3          | 0         |           |
| Santos      | 2 - 2     | Necaxa               | Corona                    | 1 de marzo    | 21:00     | 0            | 4          | 0         |           |

| Jornada 9            | Jornada 9 | Jornada 9   | Jornada 9                 | Jornada 9  | Jornada 9 | Jornada 9    | Jornada 9  | Jornada 9 | Jornada 9 |
| Local                | Resultado | Visitante   | Estadio                   | Fecha      | Hora      | Espectadores | Amonestado | Expulsado |           |
| -------------------- | --------- | ----------- | ------------------------- | ---------- | --------- | ------------ | ---------- | --------- | --------- |
| Querétaro            | 0 - 3     | Pachuca     | Corregidora               | 4 de marzo | 17:00     | 0            | 0          | 0         |           |
| Necaxa               | 3 - 2     | Puebla      | Victoria                  | 5 de marzo | 16:00     | 0            | 5          | 0         |           |
| Atlas                | 0 - 1     | Cruz Azul   | Alfredo "Pistache" Torres | 6 de marzo | 10:00     | 0            | 5          | 0         |           |
| UNAM                 | 0 - 4     | Tigres      | La Cantera                | 6 de marzo | 12:00     | 0            | 0          | 0         |           |
| Atlético de San Luis | 1 - 0     | América     | Alfonso Lastras           | 7 de marzo | 17:00     | 0            | 6          | 0         |           |
| Toluca               | 0 - 0     | Juárez      | Instalaciones de Metepec  | 8 de marzo | 15:45     | 0            | 3          | 0         |           |
| Monterrey            | 2 - 2     | Santos      | BBVA                      | 8 de marzo | 17:00     | 0            | 4          | 0         |           |
| León                 | 1 - 2     | Mazatlán    | Nou Camp                  | 8 de marzo | 19:00     | 0            | 0          | 0         |           |
| Tijuana              | 2 - 1     | Guadalajara | Caliente                  | 8 de marzo | 19:00     | 0            | 3          | 0         |           |

| Jornada 10  | Jornada 10 | Jornada 10           | Jornada 10                | Jornada 10  | Jornada 10 | Jornada 10   | Jornada 10 | Jornada 10 | Jornada 10 |
| Local       | Resultado  | Visitante            | Estadio                   | Fecha       | Hora       | Espectadores | Amonestado | Expulsado  |            |
| ----------- | ---------- | -------------------- | ------------------------- | ----------- | ---------- | ------------ | ---------- | ---------- | ---------- |
| Puebla      | 2 - 0      | Atlético de San Luis | Cuauhtémoc                | 10 de marzo | 12:00      | 0            | 0          | 0          |            |
| Cruz Azul   | 2 - 1      | Pachuca              | Instalaciones de La Noria | 10 de marzo | 15:45      | 0            | 4          | 0          |            |
| Tigres      | 1 - 0      | Querétaro            | Universitario             | 10 de marzo | 19:00      | 0            | 0          | 0          |            |
| Santos      | 2 - 2      | UNAM                 | Cancha Alterna TSM        | 11 de marzo | 16:00      | 0            | 0          | 0          |            |
| León        | 0 - 3      | Monterrey            | Nou Camp                  | 11 de marzo | 19:00      | 0            | 2          | 0          |            |
| Juárez      | 1 - 2      | Atlas                | Olímpico Benito Juárez    | 11 de marzo | 19:00      | 0            | 3          | 0          |            |
| Mazatlán    | 2 - 0      | Necaxa               | Mazatlán                  | 11 de marzo | 20:00      | 2,180        | 1          | 0          |            |
| Guadalajara | 1 - 1      | Toluca               | Akron                     | 11 de marzo | 21:00      | 0            | 2          | 0          |            |
| América     | 1 - 2      | Tijuana              | Cancha Centenario No. 5   | 12 de marzo | 12:00      | 0            | 1          | 0          |            |

| Jornada 11 | Jornada 11 | Jornada 11           | Jornada 11             | Jornada 11  | Jornada 11 | Jornada 11   | Jornada 11 | Jornada 11 | Jornada 11 |
| Local      | Resultado  | Visitante            | Estadio                | Fecha       | Hora       | Espectadores | Amonestado | Expulsado  |            |
| ---------- | ---------- | -------------------- | ---------------------- | ----------- | ---------- | ------------ | ---------- | ---------- | ---------- |
| Juárez     | 1 - 2      | Cruz Azul            | Olímpico Benito Juárez | 14 de marzo | 9:00       | 0            | 4          | 1          |            |
| Atlas      | 3 - 3      | Guadalajara          | CECAF                  | 14 de marzo | 10:00      | 0            | 5          | 0          |            |
| Mazatlán   | 1 - 1      | Puebla               | Mazatlán               | 14 de marzo | 10:00      | 787          | 2          | 0          |            |
| Monterrey  | 1 - 0      | Toluca               | El Barrial             | 14 de marzo | 10:30      | 0            | 0          | 0          |            |
| UNAM       | 0 - 0      | Atlético de San Luis | La Cantera             | 15 de marzo | 12:00      | 0            | 1          | 0          |            |
| Necaxa     | 1 - 0      | Querétaro            | Victoria               | 15 de marzo | 16:00      | 0            | 3          | 0          |            |
| Pachuca    | 2 - 0      | León                 | Hidalgo                | 15 de marzo | 17:00      | 0            | 5          | 0          |            |
| América    | 2 - 2      | Tigres               | Azteca                 | 15 de marzo | 19:00      | 0            | 2          | 1          |            |
| Tijuana    | 0 - 1      | Santos               | Caliente               | 15 de marzo | 19:00      | 0            | 2          | 0          |            |

| Jornada 12           | Jornada 12 | Jornada 12 | Jornada 12                | Jornada 12  | Jornada 12 | Jornada 12   | Jornada 12 | Jornada 12 | Jornada 12 |
| Local                | Resultado  | Visitante  | Estadio                   | Fecha       | Hora       | Espectadores | Amonestado | Expulsado  |            |
| -------------------- | ---------- | ---------- | ------------------------- | ----------- | ---------- | ------------ | ---------- | ---------- | ---------- |
| Cruz Azul            | 3 - 0      | Mazatlán   | Instalaciones de La Noria | 18 de marzo | 10:00      | 0            | 2          | 1          |            |
| Querétaro            | 0 - 1      | Atlas      | Corregidora               | 19 de marzo | 17:00      | 0            | 2          | 0          |            |
| UNAM                 | 2 - 0      | León       | Olímpico Universitario    | 20 de marzo | 12:00      | 0            | 4          | 0          |            |
| Guadalajara          | 3 - 0      | Puebla     | Verde Valle               | 21 de marzo | 10:00      | 0            | 0          | 0          |            |
| Atlético de San Luis | 2 - 2      | Santos     | Alfonso Lastras           | 21 de marzo | 17:00      | 0            | 1          | 0          |            |
| Toluca               | 1 - 1      | Necaxa     | Instalaciones de Metepec  | 22 de marzo | 12:00      | 0            | 2          | 0          |            |
| Pachuca              | 0 - 0      | América    | Hidalgo                   | 22 de marzo | 19:00      | 2,332        | 3          | 1          |            |
| Tigres               | 3 - 0      | Juárez     | Universitario             | 22 de marzo | 20:30      | 0            | 0          | 0          |            |
| Tijuana              | 0 - 2      | Monterrey  | Caliente                  | 22 de marzo | 21:00      | 0            | 5          | 0          |            |

| Jornada 13 | Jornada 13 | Jornada 13           | Jornada 13             | Jornada 13  | Jornada 13 | Jornada 13   | Jornada 13 | Jornada 13 | Jornada 13 |
| Local      | Resultado  | Visitante            | Estadio                | Fecha       | Hora       | Espectadores | Amonestado | Expulsado  |            |
| ---------- | ---------- | -------------------- | ---------------------- | ----------- | ---------- | ------------ | ---------- | ---------- | ---------- |
| Necaxa     | 1 - 1      | Atlético de San Luis | Victoria               | 26 de marzo | 16:00      | 0            | 2          | 0          |            |
| Mazatlán   | 0 - 0      | UNAM                 | Mazatlán               | 26 de marzo | 19:00      | 1,698        | 1          | 0          |            |
| Atlas      | 1 - 2      | Toluca               | CECAF                  | 27 de marzo | 10:00      | 0            | 3          | 0          |            |
| América    | 2 - 4      | Guadalajara          | Azteca                 | 27 de marzo | 20:05      | 0            | 3          | 0          |            |
| Puebla     | 0 - 1      | Pachuca              | Cuauhtémoc             | 28 de marzo | 12:00      | 0            | 3          | 0          |            |
| Juárez     | 2 - 0      | Querétaro            | Olímpico Benito Juárez | 28 de marzo | 21:00      | 0            | 6          | 0          |            |
| Santos     | 2 - 1      | Cruz Azul            | Cancha Alterna TSM     | 29 de marzo | 16:30      | 0            | 3          | 0          |            |
| León       | 2 - 1      | Tijuana              | Nou Camp               | 29 de marzo | 19:00      | 0            | 3          | 0          |            |
| Monterrey  | 2 - 2      | Tigres               | BBVA                   | 29 de marzo | 21:00      | 0            | 2          | 0          |            |

| Jornada 14           | Jornada 14 | Jornada 14 | Jornada 14               | Jornada 14 | Jornada 14 | Jornada 14   | Jornada 14 | Jornada 14 | Jornada 14 |
| Local                | Resultado  | Visitante  | Estadio                  | Fecha      | Hora       | Espectadores | Amonestado | Expulsado  |            |
| -------------------- | ---------- | ---------- | ------------------------ | ---------- | ---------- | ------------ | ---------- | ---------- | ---------- |
| Atlético de San Luis | 1 - 2      | Atlas      | Alfonso Lastras          | 1 de abril | 17:00      | 0            | 3          | 0          |            |
| Necaxa               | 2 - 0      | Juárez     | Victoria                 | 2 de abril | 16:00      | 0            | 2          | 0          |            |
| Querétaro            | 1 - 0      | León       | Corregidora              | 2 de abril | 17:00      | 0            | 6          | 0          |            |
| Guadalajara          | 4 - 1      | UNAM       | Verde Valle              | 3 de abril | 10:00      | 0            | 1          | 0          |            |
| Puebla               | 2 - 3      | Monterrey  | Cuauhtémoc               | 4 de abril | 12:00      | 0            | 1          | 0          |            |
| Toluca               | 1 - 0      | Mazatlán   | Instalaciones de Metepec | 5 de abril | 16:00      | 0            | 2          | 1          |            |
| Tigres               | 3 - 0      | Cruz Azul  | Universitario            | 5 de abril | 19:00      | 0            | 3          | 0          |            |
| Santos               | 1 - 2      | América    | Corona                   | 5 de abril | 19:00      | 0            | 1          | 1          |            |
| Pachuca              | 2 - 1      | Tijuana    | Hidalgo                  | 5 de abril | 21:00      | 611          | 4          | 0          |            |

| Jornada 15 | Jornada 15 | Jornada 15           | Jornada 15                | Jornada 15  | Jornada 15 | Jornada 15   | Jornada 15 | Jornada 15 | Jornada 15 |
| Local      | Resultado  | Visitante            | Estadio                   | Fecha       | Hora       | Espectadores | Amonestado | Expulsado  |            |
| ---------- | ---------- | -------------------- | ------------------------- | ----------- | ---------- | ------------ | ---------- | ---------- | ---------- |
| Cruz Azul  | 0 - 1      | Guadalajara          | Instalaciones de La Noria | 16 de abril | 16:00      | 0            | 2          | 0          |            |
| Atlas      | 3 - 1      | Necaxa               | Alfredo "Pistache" Torres | 17 de abril | 10:00      | 0            | 2          | 0          |            |
| Mazatlán   | 0 - 2      | Pachuca              | Mazatlán                  | 17 de abril | 10:00      | 357          | 4          | 1          |            |
| UNAM       | 3 - 2      | Querétaro            | Olímpico Universitario    | 17 de abril | 12:00      | 0            | 2          | 0          |            |
| Toluca     | 1 - 0      | Santos               | Instalaciones de Metepec  | 19 de abril | 16:00      | 0            | 3          | 0          |            |
| León       | 3 - 2      | Atlético de San Luis | Casa Club León            | 19 de abril | 16:00      | 0            | 1          | 0          |            |
| Monterrey  | 1 - 1      | América              | BBVA                      | 19 de abril | 17:00      | 932          | 2          | 0          |            |
| Tijuana    | 0 - 1      | Tigres               | Caliente                  | 19 de abril | 19:00      | 0            | 0          | 0          |            |
| Juárez     | 1 - 2      | Puebla               | Olímpico Benito Juárez    | 19 de abril | 19:00      | 0            | 4          | 0          |            |

| Jornada 16           | Jornada 16 | Jornada 16 | Jornada 16              | Jornada 16  | Jornada 16 | Jornada 16   | Jornada 16 | Jornada 16 | Jornada 16 |
| Local                | Resultado  | Visitante  | Estadio                 | Fecha       | Hora       | Espectadores | Amonestado | Expulsado  |            |
| -------------------- | ---------- | ---------- | ----------------------- | ----------- | ---------- | ------------ | ---------- | ---------- | ---------- |
| Querétaro            | 2 - 1      | Tijuana    | Corregidora             | 22 de abril | 17:00      | 0            | 4          | 0          |            |
| Necaxa               | 1 - 0      | Pachuca    | Victoria                | 23 de abril | 16:00      | 0            | 1          | 0          |            |
| UNAM                 | 1 - 1      | Atlas      | Olímpico Universitario  | 24 de abril | 12:00      | 0            | 2          | 0          |            |
| América              | 2 - 1      | Cruz Azul  | Cancha Centenario No. 5 | 25 de abril | 12:00      | 0            | 2          | 0          |            |
| Atlético de San Luis | 1 - 2      | Toluca     | Alfonso Lastras         | 26 de abril | 17:00      | 0            | 2          | 1          |            |
| Guadalajara          | 5 - 0      | Monterrey  | Akron                   | 26 de abril | 17:00      | 0            | 2          | 2          |            |
| Santos               | 3 - 0      | Juárez     | Corona                  | 26 de abril | 19:00      | 0            | 2          | 0          |            |
| León                 | 2 - 1      | Puebla     | Nou Camp                | 26 de abril | 19:00      | 0            | 0          | 1          |            |
| Tigres               | 2 - 2      | Mazatlán   | Universitario           | 26 de abril | 19:00      | 3,329        | 2          | 0          |            |

| Jornada 17  | Jornada 17 | Jornada 17           | Jornada 17                | Jornada 17  | Jornada 17 | Jornada 17   | Jornada 17 | Jornada 17 | Jornada 17 |
| Local       | Resultado  | Visitante            | Estadio                   | Fecha       | Hora       | Espectadores | Amonestado | Expulsado  |            |
| ----------- | ---------- | -------------------- | ------------------------- | ----------- | ---------- | ------------ | ---------- | ---------- | ---------- |
| Cruz Azul   | 2 - 5      | Querétaro            | Instalaciones de La Noria | 30 de abril | 12:45      | 0            | 2          | 0          |            |
| Pachuca     | 4 - 1      | Atlético de San Luis | Hidalgo                   | 1 de mayo   | 10:00      | 245          | 1          | 0          |            |
| Mazatlán    | 2 - 3      | Santos               | Mazatlán                  | 1 de mayo   | 10:00      | 937          | 5          | 0          |            |
| Juárez      | 2 - 1      | León                 | Olímpico Benito Juárez    | 2 de mayo   | 10:00      | 0            | 1          | 0          |            |
| Puebla      | 1 - 0      | América              | Cuauhtémoc                | 2 de mayo   | 12:00      | 0            | 4          | 0          |            |
| Toluca      | 0 - 1      | UNAM                 | Nemesio Díez              | 3 de mayo   | 16:00      | 0            | 0          | 0          |            |
| Guadalajara | 3 - 4      | Tigres               | Akron                     | 3 de mayo   | 19:00      | 235          | 2          | 0          |            |
| Monterrey   | 3 - 1      | Atlas                | BBVA                      | 3 de mayo   | 21:00      | 1,525        | 3          | 0          |            |
| Tijuana     | 3 - 0      | Necaxa               | Caliente                  | 3 de mayo   | 21:00      | 0            | 0          | 0          |            |

## Tabla General
- Datos según la página oficial de la competición.
- Fecha de actualización: 3 de mayo de 2021

|     | Equipos              | PJ | PG | PE | PP | GF | GC | Dif. | Pts. |
| --- | -------------------- | -- | -- | -- | -- | -- | -- | ---- | ---- |
| 1.  | Tigres               | 17 | 12 | 4  | 1  | 39 | 12 | +27  | 40   |
| 2.  | Guadalajara          | 17 | 11 | 3  | 3  | 44 | 19 | +25  | 36   |
| 3.  | Atlas                | 17 | 10 | 4  | 3  | 30 | 23 | +7   | 34   |
| 4.  | Monterrey            | 17 | 10 | 3  | 4  | 40 | 22 | +18  | 33   |
| 5.  | UNAM                 | 17 | 9  | 5  | 3  | 24 | 17 | +7   | 32   |
| 6.  | Pachuca              | 17 | 9  | 3  | 5  | 24 | 15 | +9   | 30   |
| 7.  | Toluca               | 17 | 8  | 5  | 4  | 17 | 14 | +3   | 29   |
| 8.  | América              | 17 | 6  | 6  | 5  | 23 | 22 | +1   | 24   |
| 9.  | Cruz Azul            | 17 | 6  | 4  | 7  | 21 | 26 | -5   | 22   |
| 10. | Santos               | 17 | 5  | 5  | 7  | 24 | 27 | -3   | 20   |
| 11. | Querétaro            | 17 | 6  | 1  | 10 | 21 | 27 | -6   | 19   |
| 12. | Tijuana              | 17 | 5  | 3  | 9  | 17 | 20 | -3   | 18   |
| 13. | Mazatlán             | 17 | 4  | 6  | 7  | 16 | 25 | -9   | 18   |
| 14. | León                 | 17 | 5  | 2  | 10 | 17 | 33 | -16  | 17   |
| 15. | Necaxa               | 17 | 4  | 4  | 9  | 14 | 29 | -15  | 16   |
| 16. | Puebla               | 17 | 3  | 4  | 10 | 14 | 24 | -10  | 13   |
| 17. | Juárez               | 17 | 3  | 3  | 11 | 15 | 28 | -13  | 12   |
| 18. | Atlético de San Luis | 17 | 2  | 5  | 10 | 19 | 36 | -17  | 11   |

| Simbología |
| --- |
| Pos – Posición; PJ – Partidos Jugados; PG - Partidos Ganados; PE - Partidos Empatados; PP - Partidos Perdidos; GF – Goles a Favor; GC – Goles en Contra; DIF – Diferencia de Goles; PTS - Puntos. |

|  | Líder, Clasifica a Liguilla (1.º Lugar). |
|  | Clasifica a Liguilla (2.º a 8.º Lugar).  |
|  | Último lugar.                            |

### Evolución de la clasificación
Fecha de actualización: 3 de mayo de 2021
| Equipo / Jornada     | 01  | 02  | 03  | 04  | 05  | 06  | 07  | 08 | 09 | 10 | 11 | 12 | 13 | 14 | 15 | 16 | 17 |
| -------------------- | --- | --- | --- | --- | --- | --- | --- | -- | -- | -- | -- | -- | -- | -- | -- | -- | -- |
| Tigres               | 2   | 7   | 7   | 5   | 5   | 4   | 3   | 2  | 1  | 1  | 1  | 1  | 1  | 1  | 1  | 1  | 1  |
| Guadalajara          | 5   | 3   | 2   | 6   | 6   | 5   | 4   | 3  | 3  | 3  | 4  | 4  | 2  | 2  | 2  | 2  | 2  |
| Atlas                | 8   | 5   | 4   | 1   | 3   | 2   | 2   | 1  | 2  | 2  | 2  | 2  | 3  | 3  | 3  | 3  | 3  |
| Monterrey            | 1   | 1   | 6   | 4   | 4   | 3   | 5   | 5  | 5  | 5  | 3  | 3  | 4  | 4  | 4  | 4  | 4  |
| UNAM                 | 6   | 2   | 1   | 2   | 1   | 1   | 1   | 4  | 4  | 4  | 5  | 5  | 5  | 5  | 5  | 5  | 5  |
| Pachuca              | 17  | 16  | 14  | 11  | 11  | 8   | 10  | 8  | 8  | 11 | 7  | 7  | 7  | 6  | 6  | 7  | 6  |
| Toluca               | 3   | 4   | 3   | 3   | 2   | 6   | 6   | 7  | 7  | 6  | 9  | 9  | 8  | 7  | 7  | 6  | 7  |
| América              | 12  | 11  | 9   | 9   | 7   | 7   | 7   | 6  | 6  | 8  | 8  | 8  | 9  | 9  | 9  | 8  | 8  |
| Cruz Azul            | 4   | 6   | 5   | 7   | 9   | 10  | 8   | 10 | 9  | 7  | 6  | 6  | 6  | 8  | 8  | 9  | 9  |
| Santos               | 10* | 8*  | 12* | 14* | 14* | 14* | 16* | 15 | 16 | 15 | 12 | 12 | 12 | 12 | 12 | 11 | 10 |
| Querétaro            | 11  | 9   | 11  | 13  | 13  | 13  | 13  | 9  | 12 | 12 | 13 | 13 | 15 | 13 | 14 | 13 | 11 |
| Tijuana              | 13  | 14  | 16  | 12  | 12  | 12  | 9   | 11 | 10 | 9  | 11 | 11 | 11 | 11 | 11 | 15 | 12 |
| Mazatlán             | 7   | 10  | 8   | 8   | 8   | 11  | 12  | 12 | 11 | 10 | 10 | 10 | 10 | 10 | 10 | 10 | 13 |
| León                 | 15  | 12  | 10  | 10  | 10  | 9   | 11  | 13 | 14 | 14 | 16 | 16 | 14 | 16 | 13 | 12 | 14 |
| Necaxa               | 16  | 18  | 18  | 17  | 17  | 17  | 18  | 18 | 17 | 18 | 15 | 15 | 16 | 14 | 15 | 14 | 15 |
| Puebla               | 9*  | 15* | 15* | 15* | 15* | 15* | 17* | 17 | 18 | 17 | 17 | 17 | 18 | 18 | 17 | 17 | 16 |
| Juárez               | 14  | 13  | 13  | 16  | 16  | 16  | 14  | 14 | 15 | 16 | 18 | 18 | 17 | 17 | 18 | 18 | 17 |
| Atlético de San Luis | 18  | 17  | 17  | 18  | 18  | 18  | 15  | 16 | 13 | 13 | 14 | 14 | 13 | 15 | 16 | 16 | 18 |

* Indica la posición del equipo con un partido pendiente.

## Liguilla
|  | Cuartos de final                                    | Cuartos de final                                    | Cuartos de final                                    |   |             | Semifinales                                          | Semifinales                                          | Semifinales                                          |  |  | Final                                                | Final                                                | Final                                                |
|  | 7 de mayo de 2021 (ida) 10 de mayo de 2021 (vuelta) | 7 de mayo de 2021 (ida) 10 de mayo de 2021 (vuelta) | 7 de mayo de 2021 (ida) 10 de mayo de 2021 (vuelta) |   |             | 14 de mayo de 2021 (ida) 17 de mayo de 2021 (vuelta) | 14 de mayo de 2021 (ida) 17 de mayo de 2021 (vuelta) | 14 de mayo de 2021 (ida) 17 de mayo de 2021 (vuelta) |  |  | 24 de mayo de 2021 (ida) 31 de mayo de 2021 (vuelta) | 24 de mayo de 2021 (ida) 31 de mayo de 2021 (vuelta) | 24 de mayo de 2021 (ida) 31 de mayo de 2021 (vuelta) |
|  |                                                     |                                                     |                                                     |   |             |                                                      |                                                      |                                                      |  |  |                                                      |                                                      |                                                      |
|  | Tigres                                              | 4                                                   | 2                                                   |   |             |                                                      |                                                      |                                                      |  |  |                                                      |                                                      |                                                      |
|  | América                                             | 0                                                   | 0                                                   |   |             |                                                      |                                                      |                                                      |  |  |                                                      |                                                      |                                                      |
|  | América                                             | 0                                                   | 0                                                   |   | Tigres      | 2                                                    | 4                                                    |                                                      |  |  |                                                      |                                                      |                                                      |
|  |                                                     |                                                     |                                                     |   | Tigres      | 2                                                    | 4                                                    |                                                      |  |  |                                                      |                                                      |                                                      |
|  |                                                     | Monterrey                                           | 2                                                   | 1 |             |                                                      |                                                      |                                                      |  |  |                                                      |                                                      |                                                      |
|  | Monterrey                                           | Monterrey                                           | 2                                                   | 1 | 2           | 2                                                    |                                                      |                                                      |  |  |                                                      |                                                      |                                                      |
|  | Monterrey                                           |                                                     |                                                     |   | 2           | 2                                                    |                                                      |                                                      |  |  |                                                      |                                                      |                                                      |
|  | UNAM                                                | 1                                                   | 1                                                   |   |             |                                                      |                                                      |                                                      |  |  |                                                      |                                                      |                                                      |
|  |                                                     |                                                     |                                                     |   |             |                                                      |                                                      |                                                      |  |  | Tigres                                               | 2                                                    | 5                                                    |
|  |                                                     |                                                     | Guadalajara                                         | 1 | 3           |                                                      |                                                      |                                                      |  |  |                                                      |                                                      |                                                      |
|  | Guadalajara                                         | 1                                                   | 3                                                   |   |             |                                                      |                                                      |                                                      |  |  |                                                      |                                                      |                                                      |
|  | Toluca                                              | 0                                                   | 0                                                   |   |             |                                                      |                                                      |                                                      |  |  |                                                      |                                                      |                                                      |
|  | Toluca                                              | 0                                                   | 0                                                   |   | Guadalajara | 0                                                    | 2                                                    |                                                      |  |  |                                                      |                                                      |                                                      |
|  |                                                     |                                                     |                                                     |   | Guadalajara | 0                                                    | 2                                                    |                                                      |  |  |                                                      |                                                      |                                                      |
|  |                                                     | Atlas                                               | 0                                                   | 1 |             |                                                      |                                                      |                                                      |  |  |                                                      |                                                      |                                                      |
|  | Atlas                                               | Atlas                                               | 0                                                   | 1 | 2           | 3                                                    |                                                      |                                                      |  |  |                                                      |                                                      |                                                      |
|  | Atlas                                               |                                                     |                                                     |   | 2           | 3                                                    |                                                      |                                                      |  |  |                                                      |                                                      |                                                      |
|  | Pachuca                                             | 0                                                   | 1                                                   |   |             |                                                      |                                                      |                                                      |  |  |                                                      |                                                      |                                                      |

### Cuartos de final

#### Tigres - América
| 7 de mayo de 2021 | América | 0:4 (0:2) | Tigres                                        | Cancha Centenario #5, Coapa                                         |                                                                     |
| 10:00 (UTC-5)     |         | Reporte   | 8' 46' B. Cruz · 19' S. Mayor · 61' L. Ovalle | Asistencia: 0 espectadores Árbitro(s): Priscila Eritzel Pérez Borja | Asistencia: 0 espectadores Árbitro(s): Priscila Eritzel Pérez Borja |

| 10 de mayo de 2021                          | Tigres                        | 2:0 (0:0) (Global 6:0) | América | Estadio Universitario, San Nicolás de los Garza                          |                                                                          |
| 20:00 (UTC-5)                               | F. Elizondo 83' · B. Cruz 88' | Reporte                |         | Asistencia: 6,536 espectadores Árbitro(s): Lizzet Amairany García Olvera | Asistencia: 6,536 espectadores Árbitro(s): Lizzet Amairany García Olvera |
| Tigres avanza a las semifinales. Global 6-0 |                               |                        |         |                                                                          |                                                                          |

#### Guadalajara - Toluca
| 7 de mayo de 2021 | Toluca | 0:1 (0:1) | Guadalajara      | Instalaciones Toluca FC, Metepec                                  |                                                                   |
| 16:00 (UTC-5)     |        | Reporte   | 45+1' A. Vázquez | Asistencia: 0 espectadores Árbitro(s): Katia Itzel García Mendoza | Asistencia: 0 espectadores Árbitro(s): Katia Itzel García Mendoza |

| 10 de mayo de 2021                               | Guadalajara                               | 3:0 (0:0) (Global 4:0) | Toluca | Estadio Akron, Zapopan                                           |                                                                  |
| 18:00 (UTC-5)                                    | A. Cervantes 50', 81' · G. Valenzuela 86' | Reporte                |        | Asistencia: 591 espectadores Árbitro(s): Karen Hernández Andrade | Asistencia: 591 espectadores Árbitro(s): Karen Hernández Andrade |
| Guadalajara avanza a las semifinales. Global 4-0 |                                           |                        |        |                                                                  |                                                                  |

#### Atlas - Pachuca
| 7 de mayo de 2021 | Pachuca | 0:2 (0:1) | Atlas                          | Estadio Hidalgo, Pachuca                                                 |                                                                          |
| 18:30 (UTC-5)     |         | Reporte   | 45+2' M. Pérez · 65' J. Robles | Asistencia: 700 espectadores Árbitro(s): Francia María González Martínez | Asistencia: 700 espectadores Árbitro(s): Francia María González Martínez |

| 10 de mayo de 2021                         | Atlas                              | 3:1 (1:0) (Global 5:1) | Pachuca    | Estadio Alfredo "Pistache" Torres, Zapopan                         |                                                                    |
| 16:00 (UTC-5)                              | A. González 43', 62' · Z. Arce 57' | Reporte                | 70' A. Paz | Asistencia: 0 espectadores Árbitro(s): Diana Stephanía Pérez Borja | Asistencia: 0 espectadores Árbitro(s): Diana Stephanía Pérez Borja |
| Atlas avanza a las semifinales. Global 5-1 |                                    |                        |            |                                                                    |                                                                    |

#### Monterrey - UNAM
| 7 de mayo de 2021 | UNAM         | 1:2 (0:2) | Monterrey                       | Estadio Olímpico Universitario, Ciudad de México                 |                                                                  |
| 12:00 (UTC-5)     | D. Garza 61' | Reporte   | 18' A. Mejía · 31' D. Monsiváis | Asistencia: 0 espectadores Árbitro(s): Salvador Pérez Villalobos | Asistencia: 0 espectadores Árbitro(s): Salvador Pérez Villalobos |

| 10 de mayo de 2021                             | Monterrey                            | 2:1 (0:1) (Global 4:2) | UNAM           | Estadio BBVA, Guadalupe                                          |                                                                  |
| 21:30 (UTC-5)                                  | D. Monsiváis 49' · C. Burkenroad 67' | Reporte                | 32' D. Cagigas | Asistencia: 1,971 espectadores Árbitro(s): Lucila Venegas Montes | Asistencia: 1,971 espectadores Árbitro(s): Lucila Venegas Montes |
| Monterrey avanza a las semifinales. Global 4-2 |                                      |                        |                |                                                                  |                                                                  |

### Semifinales

#### Tigres - Monterrey
| 14 de mayo de 2021 | Monterrey                            | 2:2 (0:0) | Tigres                          | Estadio BBVA, Guadalupe                                               |                                                                       |
| 21:05 (UTC-5)      | C. Burkenroad 52' · D. Monsiváis 71' | Reporte   | 47' N. Antonio · 90+1' B. Solís | Asistencia: 12,043 espectadores Árbitro(s): Salvador Pérez Villalobos | Asistencia: 12,043 espectadores Árbitro(s): Salvador Pérez Villalobos |

| 17 de mayo de 2021                   | Tigres                                                     | 4:1 (2:1) (Global 6:3) | Monterrey          | Estadio Universitario, San Nicolás de los Garza                     |                                                                     |
| 19:00 (UTC-5)                        | S. Mayor 4' · B. Cruz 17' · N. Antonio 51' · L. Ovalle 55' | Reporte                | 25' D. Evangelista | Asistencia: 11,472 espectadores Árbitro(s): Karen Hernández Andrade | Asistencia: 11,472 espectadores Árbitro(s): Karen Hernández Andrade |
| Tigres avanza a la final. Global 6-3 |                                                            |                        |                    |                                                                     |                                                                     |

#### Guadalajara - Atlas
| 14 de mayo de 2021 | Atlas | 0:0     | Guadalajara | Estadio Jalisco, Guadalajara                                     |                                                                  |
| 17:00 (UTC-5)      |       | Reporte |             | Asistencia: 3,837 espectadores Árbitro(s): Lucila Venegas Montes | Asistencia: 3,837 espectadores Árbitro(s): Lucila Venegas Montes |

| 17 de mayo de 2021                        | Guadalajara                     | 2:1 (0:0) (Global 2:1) | Atlas             | Estadio Akron, Zapopan                                                   |                                                                          |
| 21:00 (UTC-5)                             | M. Castillo 46' · A. García 71' | Reporte                | 90+1' A. González | Asistencia: 7,691 espectadores Árbitro(s): Lizzet Amairany García Olvera | Asistencia: 7,691 espectadores Árbitro(s): Lizzet Amairany García Olvera |
| Guadalajara avanza a la Final. Global 2-1 |                                 |                        |                   |                                                                          |                                                                          |

### Final

#### Tigres - Guadalajara
| 24 de mayo de 2021 | Guadalajara    | 1:2 (0:1) | Tigres                           | Estadio Akron, Zapopan                                                    |                                                                           |
| 21:00 (UTC-5)      | A. Vázquez 50' | Reporte   | 13' S. Mayor · 90+5' G. Espinoza | Asistencia: 11,564 espectadores Árbitro(s): Lizzet Amairany García Olvera | Asistencia: 11,564 espectadores Árbitro(s): Lizzet Amairany García Olvera |

| 31 de mayo de 2021                                 | Tigres                                               | 5:3 (3:1) (Global 7:4) | Guadalajara                                            | Estadio Universitario, San Nicolás de los Garza                     |                                                                     |
| 19:00 (UTC-5)                                      | L. Ovalle 7', 12' · S. Mayor 14', 90' · B. Solís 89' | Reporte                | 40' M. García · 58' C. Jaramillo · 90+3' G. Valenzuela | Asistencia: 14,851 espectadores Árbitro(s): Karen Hernández Andrade | Asistencia: 14,851 espectadores Árbitro(s): Karen Hernández Andrade |
| Tigres campeón del Torneo Guard1anes Clausura 2021 |                                                      |                        |                                                        |                                                                     |                                                                     |

#### Final - Ida
| 12    | POR   | Blanca Félix       |     |
| 3     | DEF   | Miriam García      |     |
| 35    | DEF   | Damaris Godínez    |     |
| 2     | DEF   | Diana Rodríguez    |     |
| 28    | MED   | Michelle González  |     |
| 34    | MED   | Victoria Acevedo   |     |
| 6     | MED   | Miriam Castillo    |     |
| 15    | MED   | Carolina Jaramillo |     |
| 19    | DEL   | Anette Vázquez     | 69' |
| 17    | DEL   | Joseline Montoya   |     |
| 24    | DEL   | Alicia Cervantes   | 76' |
| D. T. | D. T. | Edgar Mejía        |     |

| 20    | POR   | Ofelia Solís            |     |
| 15    | DEF   | Cristina Ferral         |     |
| 4     | DEF   | Greta Espinoza          |     |
| 3     | DEF   | Bianca Sierra           |     |
| 17    | DEF   | Natalia Villarreal      |     |
| 7     | MED   | Liliana Mercado         |     |
| 6     | MED   | Nancy Antonio           |     |
| 14    | MED   | Lizbeth Ovalle          | 74' |
| 24    | MED   | María Guadalupe Sánchez |     |
| 9     | DEL   | Stephany Mayor          |     |
| 18    | DEL   | Belén Cruz              | 66' |
| D. T. | D. T. | Roberto Medina          |     |

| 23 | DEF | Gabriela Valenzuela | 69' |
| 22 | MED | Isabella Gutiérrez  | 76' |

| 10 | DEL | Katty Martínez | 66' |
| 19 | DEL | Blanca Solís   | 74' |

| 50' | Anette Vázquez | 1:1 |

| 13' · 90+5' | Stephany Mayor Greta Espinoza | 0:1 1:2 |

| 31' · 79' | Ofelia Solís Greta Espinoza |

| Principal  | Lizzet Amairany García Olvera |
| Asistentes | Karla Angélica Flores Ortega  |
|            | Elva Gutiérrez Martínez       |
| Cuarto     | Salvador Pérez Villalobos     |

|                   |   |    |
| Tiros a puerta    | 4 | 4  |
| Faltas            | 8 | 6  |
| Saques de esquina | 1 | 11 |
| Penaltis          | 1 | 0  |
| Fueras de juego   | 1 | 1  |

| Alineación inicial |

| 12    | POR   | Blanca Félix       |     |
| 3     | DEF   | Miriam García      |     |
| 35    | DEF   | Damaris Godínez    |     |
| 2     | DEF   | Diana Rodríguez    |     |
| 28    | MED   | Michelle González  |     |
| 34    | MED   | Victoria Acevedo   |     |
| 6     | MED   | Miriam Castillo    |     |
| 15    | MED   | Carolina Jaramillo |     |
| 19    | DEL   | Anette Vázquez     | 69' |
| 17    | DEL   | Joseline Montoya   |     |
| 24    | DEL   | Alicia Cervantes   | 76' |
| D. T. | D. T. | Edgar Mejía        |     |

| 20    | POR   | Ofelia Solís            |     |
| 15    | DEF   | Cristina Ferral         |     |
| 4     | DEF   | Greta Espinoza          |     |
| 3     | DEF   | Bianca Sierra           |     |
| 17    | DEF   | Natalia Villarreal      |     |
| 7     | MED   | Liliana Mercado         |     |
| 6     | MED   | Nancy Antonio           |     |
| 14    | MED   | Lizbeth Ovalle          | 74' |
| 24    | MED   | María Guadalupe Sánchez |     |
| 9     | DEL   | Stephany Mayor          |     |
| 18    | DEL   | Belén Cruz              | 66' |
| D. T. | D. T. | Roberto Medina          |     |

| 23 | DEF | Gabriela Valenzuela | 69' |
| 22 | MED | Isabella Gutiérrez  | 76' |

| 10 | DEL | Katty Martínez | 66' |
| 19 | DEL | Blanca Solís   | 74' |

| 50' | Anette Vázquez | 1:1 |

| 13' · 90+5' | Stephany Mayor Greta Espinoza | 0:1 1:2 |

| 31' · 79' | Ofelia Solís Greta Espinoza |

| Principal  | Lizzet Amairany García Olvera |
| Asistentes | Karla Angélica Flores Ortega  |
|            | Elva Gutiérrez Martínez       |
| Cuarto     | Salvador Pérez Villalobos     |

|                   |   |    |
| Tiros a puerta    | 4 | 4  |
| Faltas            | 8 | 6  |
| Saques de esquina | 1 | 11 |
| Penaltis          | 1 | 0  |
| Fueras de juego   | 1 | 1  |

| Alineación inicial |

| 12    | POR   | Blanca Félix       |     |
| 3     | DEF   | Miriam García      |     |
| 35    | DEF   | Damaris Godínez    |     |
| 2     | DEF   | Diana Rodríguez    |     |
| 28    | MED   | Michelle González  |     |
| 34    | MED   | Victoria Acevedo   |     |
| 6     | MED   | Miriam Castillo    |     |
| 15    | MED   | Carolina Jaramillo |     |
| 19    | DEL   | Anette Vázquez     | 69' |
| 17    | DEL   | Joseline Montoya   |     |
| 24    | DEL   | Alicia Cervantes   | 76' |
| D. T. | D. T. | Edgar Mejía        |     |

| 20    | POR   | Ofelia Solís            |     |
| 15    | DEF   | Cristina Ferral         |     |
| 4     | DEF   | Greta Espinoza          |     |
| 3     | DEF   | Bianca Sierra           |     |
| 17    | DEF   | Natalia Villarreal      |     |
| 7     | MED   | Liliana Mercado         |     |
| 6     | MED   | Nancy Antonio           |     |
| 14    | MED   | Lizbeth Ovalle          | 74' |
| 24    | MED   | María Guadalupe Sánchez |     |
| 9     | DEL   | Stephany Mayor          |     |
| 18    | DEL   | Belén Cruz              | 66' |
| D. T. | D. T. | Roberto Medina          |     |

| 23 | DEF | Gabriela Valenzuela | 69' |
| 22 | MED | Isabella Gutiérrez  | 76' |

| 10 | DEL | Katty Martínez | 66' |
| 19 | DEL | Blanca Solís   | 74' |

| 50' | Anette Vázquez | 1:1 |

| 13' · 90+5' | Stephany Mayor Greta Espinoza | 0:1 1:2 |

| 31' · 79' | Ofelia Solís Greta Espinoza |

| Principal  | Lizzet Amairany García Olvera |
| Asistentes | Karla Angélica Flores Ortega  |
|            | Elva Gutiérrez Martínez       |
| Cuarto     | Salvador Pérez Villalobos     |

|                   |   |    |
| Tiros a puerta    | 4 | 4  |
| Faltas            | 8 | 6  |
| Saques de esquina | 1 | 11 |
| Penaltis          | 1 | 0  |
| Fueras de juego   | 1 | 1  |

| Alineación inicial |

| 12    | POR   | Blanca Félix       |     |
| 3     | DEF   | Miriam García      |     |
| 35    | DEF   | Damaris Godínez    |     |
| 2     | DEF   | Diana Rodríguez    |     |
| 28    | MED   | Michelle González  |     |
| 34    | MED   | Victoria Acevedo   |     |
| 6     | MED   | Miriam Castillo    |     |
| 15    | MED   | Carolina Jaramillo |     |
| 19    | DEL   | Anette Vázquez     | 69' |
| 17    | DEL   | Joseline Montoya   |     |
| 24    | DEL   | Alicia Cervantes   | 76' |
| D. T. | D. T. | Edgar Mejía        |     |

| 20    | POR   | Ofelia Solís            |     |
| 15    | DEF   | Cristina Ferral         |     |
| 4     | DEF   | Greta Espinoza          |     |
| 3     | DEF   | Bianca Sierra           |     |
| 17    | DEF   | Natalia Villarreal      |     |
| 7     | MED   | Liliana Mercado         |     |
| 6     | MED   | Nancy Antonio           |     |
| 14    | MED   | Lizbeth Ovalle          | 74' |
| 24    | MED   | María Guadalupe Sánchez |     |
| 9     | DEL   | Stephany Mayor          |     |
| 18    | DEL   | Belén Cruz              | 66' |
| D. T. | D. T. | Roberto Medina          |     |

| 23 | DEF | Gabriela Valenzuela | 69' |
| 22 | MED | Isabella Gutiérrez  | 76' |

| 10 | DEL | Katty Martínez | 66' |
| 19 | DEL | Blanca Solís   | 74' |

| 50' | Anette Vázquez | 1:1 |

| 13' · 90+5' | Stephany Mayor Greta Espinoza | 0:1 1:2 |

| 31' · 79' | Ofelia Solís Greta Espinoza |

| Principal  | Lizzet Amairany García Olvera |
| Asistentes | Karla Angélica Flores Ortega  |
|            | Elva Gutiérrez Martínez       |
| Cuarto     | Salvador Pérez Villalobos     |

|                   |   |    |
| Tiros a puerta    | 4 | 4  |
| Faltas            | 8 | 6  |
| Saques de esquina | 1 | 11 |
| Penaltis          | 1 | 0  |
| Fueras de juego   | 1 | 1  |

| Alineación inicial |

#### Final - Vuelta
| 20    | POR   | Ofelia Solís            |     |
| 15    | DEF   | Cristina Ferral         |     |
| 4     | DEF   | Greta Espinoza          |     |
| 3     | DEF   | Bianca Sierra           |     |
| 17    | DEF   | Natalia Villarreal      |     |
| 7     | MED   | Liliana Mercado         |     |
| 6     | MED   | Nancy Antonio           | 82' |
| 14    | MED   | Lizbeth Ovalle          | 82' |
| 24    | MED   | María Guadalupe Sánchez | 64' |
| 9     | DEL   | Stephany Mayor          |     |
| 18    | DEL   | Belén Cruz              | 66' |
| D. T. | D. T. | Roberto Medina          |     |

| 12    | POR   | Blanca Félix       |     |
| 3     | DEF   | Miriam García      |     |
| 35    | DEF   | Damaris Godínez    | 79' |
| 2     | DEF   | Diana Rodríguez    |     |
| 28    | MED   | Michelle González  | 46' |
| 34    | MED   | Victoria Acevedo   | 46' |
| 6     | MED   | Miriam Castillo    |     |
| 15    | MED   | Carolina Jaramillo |     |
| 19    | DEL   | Anette Vázquez     | 54' |
| 17    | DEL   | Joseline Montoya   |     |
| 24    | DEL   | Alicia Cervantes   |     |
| D. T. | D. T. | Edgar Mejía        |     |

| 11 | MED | Nayeli Rangel  | 64' |
| 19 | DEL | Blanca Solís   | 66' |
| 13 | DEF | Karen Luna     | 82' |
| 10 | DEL | Katty Martínez | 82' |

| 27 | DEF | Kinberly Guzmán     | 46' |
| 22 | MED | Isabella Gutiérrez  | 46' |
| 23 | DEF | Gabriela Valenzuela | 54' |
| 31 | DEL | Lía Romero          | 79' |

| 7' · 12' · 14' · 89' · 90' | Lizbeth Ovalle Lizbeth Ovalle Stephany Mayor Blanca Solís Stephany Mayor | 1:0 2:0 3:0 4:2 5:2 |

| 40' · 58' · 90+3' | Miriam García Carolina Jaramillo Gabriela Valenzuela | 3:1 3:2 5:3 |

| 39' · 83' | Greta Espinoza Bianca Sierra |

| 25' · 75' | Michelle González Miriam García |

| Principal  | Karen Hernández Andrade              |
| Asistentes | Damaris Saray Jiménez Díaz           |
|            | Aranza Quero Aguilar                 |
| Cuarto     | Lee Fernanda Natasha Galán Caballero |

|                   |   |    |
| Tiros a puerta    | 7 | 1  |
| Faltas            | 6 | 10 |
| Saques de esquina | 5 | 0  |
| Penaltis          | 0 | 0  |
| Fueras de juego   | 0 | 0  |

| Alineación inicial |

| 20    | POR   | Ofelia Solís            |     |
| 15    | DEF   | Cristina Ferral         |     |
| 4     | DEF   | Greta Espinoza          |     |
| 3     | DEF   | Bianca Sierra           |     |
| 17    | DEF   | Natalia Villarreal      |     |
| 7     | MED   | Liliana Mercado         |     |
| 6     | MED   | Nancy Antonio           | 82' |
| 14    | MED   | Lizbeth Ovalle          | 82' |
| 24    | MED   | María Guadalupe Sánchez | 64' |
| 9     | DEL   | Stephany Mayor          |     |
| 18    | DEL   | Belén Cruz              | 66' |
| D. T. | D. T. | Roberto Medina          |     |

| 12    | POR   | Blanca Félix       |     |
| 3     | DEF   | Miriam García      |     |
| 35    | DEF   | Damaris Godínez    | 79' |
| 2     | DEF   | Diana Rodríguez    |     |
| 28    | MED   | Michelle González  | 46' |
| 34    | MED   | Victoria Acevedo   | 46' |
| 6     | MED   | Miriam Castillo    |     |
| 15    | MED   | Carolina Jaramillo |     |
| 19    | DEL   | Anette Vázquez     | 54' |
| 17    | DEL   | Joseline Montoya   |     |
| 24    | DEL   | Alicia Cervantes   |     |
| D. T. | D. T. | Edgar Mejía        |     |

| 11 | MED | Nayeli Rangel  | 64' |
| 19 | DEL | Blanca Solís   | 66' |
| 13 | DEF | Karen Luna     | 82' |
| 10 | DEL | Katty Martínez | 82' |

| 27 | DEF | Kinberly Guzmán     | 46' |
| 22 | MED | Isabella Gutiérrez  | 46' |
| 23 | DEF | Gabriela Valenzuela | 54' |
| 31 | DEL | Lía Romero          | 79' |

| 7' · 12' · 14' · 89' · 90' | Lizbeth Ovalle Lizbeth Ovalle Stephany Mayor Blanca Solís Stephany Mayor | 1:0 2:0 3:0 4:2 5:2 |

| 40' · 58' · 90+3' | Miriam García Carolina Jaramillo Gabriela Valenzuela | 3:1 3:2 5:3 |

| 39' · 83' | Greta Espinoza Bianca Sierra |

| 25' · 75' | Michelle González Miriam García |

| Principal  | Karen Hernández Andrade              |
| Asistentes | Damaris Saray Jiménez Díaz           |
|            | Aranza Quero Aguilar                 |
| Cuarto     | Lee Fernanda Natasha Galán Caballero |

|                   |   |    |
| Tiros a puerta    | 7 | 1  |
| Faltas            | 6 | 10 |
| Saques de esquina | 5 | 0  |
| Penaltis          | 0 | 0  |
| Fueras de juego   | 0 | 0  |

| Alineación inicial |

| 20    | POR   | Ofelia Solís            |     |
| 15    | DEF   | Cristina Ferral         |     |
| 4     | DEF   | Greta Espinoza          |     |
| 3     | DEF   | Bianca Sierra           |     |
| 17    | DEF   | Natalia Villarreal      |     |
| 7     | MED   | Liliana Mercado         |     |
| 6     | MED   | Nancy Antonio           | 82' |
| 14    | MED   | Lizbeth Ovalle          | 82' |
| 24    | MED   | María Guadalupe Sánchez | 64' |
| 9     | DEL   | Stephany Mayor          |     |
| 18    | DEL   | Belén Cruz              | 66' |
| D. T. | D. T. | Roberto Medina          |     |

| 12    | POR   | Blanca Félix       |     |
| 3     | DEF   | Miriam García      |     |
| 35    | DEF   | Damaris Godínez    | 79' |
| 2     | DEF   | Diana Rodríguez    |     |
| 28    | MED   | Michelle González  | 46' |
| 34    | MED   | Victoria Acevedo   | 46' |
| 6     | MED   | Miriam Castillo    |     |
| 15    | MED   | Carolina Jaramillo |     |
| 19    | DEL   | Anette Vázquez     | 54' |
| 17    | DEL   | Joseline Montoya   |     |
| 24    | DEL   | Alicia Cervantes   |     |
| D. T. | D. T. | Edgar Mejía        |     |

| 11 | MED | Nayeli Rangel  | 64' |
| 19 | DEL | Blanca Solís   | 66' |
| 13 | DEF | Karen Luna     | 82' |
| 10 | DEL | Katty Martínez | 82' |

| 27 | DEF | Kinberly Guzmán     | 46' |
| 22 | MED | Isabella Gutiérrez  | 46' |
| 23 | DEF | Gabriela Valenzuela | 54' |
| 31 | DEL | Lía Romero          | 79' |

| 7' · 12' · 14' · 89' · 90' | Lizbeth Ovalle Lizbeth Ovalle Stephany Mayor Blanca Solís Stephany Mayor | 1:0 2:0 3:0 4:2 5:2 |

| 40' · 58' · 90+3' | Miriam García Carolina Jaramillo Gabriela Valenzuela | 3:1 3:2 5:3 |

| 39' · 83' | Greta Espinoza Bianca Sierra |

| 25' · 75' | Michelle González Miriam García |

| Principal  | Karen Hernández Andrade              |
| Asistentes | Damaris Saray Jiménez Díaz           |
|            | Aranza Quero Aguilar                 |
| Cuarto     | Lee Fernanda Natasha Galán Caballero |

|                   |   |    |
| Tiros a puerta    | 7 | 1  |
| Faltas            | 6 | 10 |
| Saques de esquina | 5 | 0  |
| Penaltis          | 0 | 0  |
| Fueras de juego   | 0 | 0  |

| Alineación inicial |

| 20    | POR   | Ofelia Solís            |     |
| 15    | DEF   | Cristina Ferral         |     |
| 4     | DEF   | Greta Espinoza          |     |
| 3     | DEF   | Bianca Sierra           |     |
| 17    | DEF   | Natalia Villarreal      |     |
| 7     | MED   | Liliana Mercado         |     |
| 6     | MED   | Nancy Antonio           | 82' |
| 14    | MED   | Lizbeth Ovalle          | 82' |
| 24    | MED   | María Guadalupe Sánchez | 64' |
| 9     | DEL   | Stephany Mayor          |     |
| 18    | DEL   | Belén Cruz              | 66' |
| D. T. | D. T. | Roberto Medina          |     |

| 12    | POR   | Blanca Félix       |     |
| 3     | DEF   | Miriam García      |     |
| 35    | DEF   | Damaris Godínez    | 79' |
| 2     | DEF   | Diana Rodríguez    |     |
| 28    | MED   | Michelle González  | 46' |
| 34    | MED   | Victoria Acevedo   | 46' |
| 6     | MED   | Miriam Castillo    |     |
| 15    | MED   | Carolina Jaramillo |     |
| 19    | DEL   | Anette Vázquez     | 54' |
| 17    | DEL   | Joseline Montoya   |     |
| 24    | DEL   | Alicia Cervantes   |     |
| D. T. | D. T. | Edgar Mejía        |     |

| 11 | MED | Nayeli Rangel  | 64' |
| 19 | DEL | Blanca Solís   | 66' |
| 13 | DEF | Karen Luna     | 82' |
| 10 | DEL | Katty Martínez | 82' |

| 27 | DEF | Kinberly Guzmán     | 46' |
| 22 | MED | Isabella Gutiérrez  | 46' |
| 23 | DEF | Gabriela Valenzuela | 54' |
| 31 | DEL | Lía Romero          | 79' |

| 7' · 12' · 14' · 89' · 90' | Lizbeth Ovalle Lizbeth Ovalle Stephany Mayor Blanca Solís Stephany Mayor | 1:0 2:0 3:0 4:2 5:2 |

| 40' · 58' · 90+3' | Miriam García Carolina Jaramillo Gabriela Valenzuela | 3:1 3:2 5:3 |

| 39' · 83' | Greta Espinoza Bianca Sierra |

| 25' · 75' | Michelle González Miriam García |

| Principal  | Karen Hernández Andrade              |
| Asistentes | Damaris Saray Jiménez Díaz           |
|            | Aranza Quero Aguilar                 |
| Cuarto     | Lee Fernanda Natasha Galán Caballero |

|                   |   |    |
| Tiros a puerta    | 7 | 1  |
| Faltas            | 6 | 10 |
| Saques de esquina | 5 | 0  |
| Penaltis          | 0 | 0  |
| Fueras de juego   | 0 | 0  |

| Alineación inicial |

| Campeón Guard1anes Clausura 2021 |
| -------------------------------- |
|                                  |
| Tigres                           |
| 4° título                        |

## Estadísticas

### Clasificación juego limpio
- Datos según la página oficial.
- Fecha de actualización: 4 de mayo de 2021

| Lugar                                | Club                                 |          |          |          | Puntos   |
| ------------------------------------ | ------------------------------------ | -------- | -------- | -------- | -------- |
| 1                                    | UNAM                                 | 14       | 0        | 0        | 14       |
| 2                                    | Necaxa                               | 14       | 0        | 0        | 14       |
| 3                                    | Atlético de San Luis                 | 14       | 0        | 0        | 14       |
| 4                                    | Tigres                               | 14       | 0        | 1        | 17       |
| 5                                    | Toluca                               | 12       | 1        | 1        | 18       |
| 6                                    | Tijuana                              | 18       | 0        | 0        | 18       |
| 7                                    | Monterrey                            | 16       | 1        | 0        | 19       |
| 8                                    | Puebla                               | 19       | 0        | 0        | 19       |
| 9                                    | Atlas                                | 22       | 0        | 0        | 22       |
| 10                                   | Guadalajara                          | 18       | 1        | 1        | 24       |
| 11                                   | Santos                               | 25       | 0        | 0        | 25       |
| 12                                   | Querétaro                            | 22       | 1        | 0        | 25       |
| 13                                   | Mazatlán                             | 19       | 1        | 1        | 25       |
| 14                                   | Pachuca                              | 23       | 0        | 1        | 26       |
| 15                                   | América                              | 24       | 0        | 1        | 27       |
| 16                                   | León                                 | 24       | 0        | 1        | 27       |
| 17                                   | Cruz Azul                            | 25       | 1        | 0        | 28       |
| 18                                   | Juárez                               | 29       | 0        | 2        | 35       |
| Primera Tarjeta Amarilla             | Primera Tarjeta Amarilla             | 1 punto  | 1 punto  | 1 punto  | 1 punto  |
| Segunda Tarjeta Amarilla y Expulsión | Segunda Tarjeta Amarilla y Expulsión | 3 puntos | 3 puntos | 3 puntos | 3 puntos |
| Tarjeta Roja Directa                 | Tarjeta Roja Directa                 | 3 puntos | 3 puntos | 3 puntos | 3 puntos |

En caso de empate, la tabla general de posiciones es el principal criterio para desempatar.

### Máximas goleadoras
Lista con los máximas goleadoras del torneo.
- Datos según la página oficial.

Fecha de actualización: 4 de mayo de 2021
| Posición | Jugadora                          | Club        | Goles | Min. | Frec.       |
| -------- | --------------------------------- | ----------- | ----- | ---- | ----------- |
| 1º       | Alison Hecnary González Esquivel  | Atlas       | 18    | 1411 | 78.39 min.  |
| 2º       | Alicia Cervantes Herrera          | Guadalajara | 17    | 1294 | 76.12 min.  |
| 3º       | Daniela Lizbeth Solís Contreras   | Monterrey   | 11    | 1183 | 107.55 min. |
| =        | Renae Nicole Cuéllar Cuéllar      | Tijuana     | 11    | 1530 | 139.09 min. |
| 5º       | Sandra Stephany Mayor Gutiérrez   | Tigres      | 10    | 1508 | 150.80 min. |
| 6º       | Aylin Ariana Aviléz Peña          | Monterrey   | 9     | 608  | 67.56 min.  |
| 7º       | Joseline Montoya Rodríguez        | Guadalajara | 8     | 1484 | 185.50 min. |
| =        | Alejandra Guadalupe Curiel Flores | Cruz Azul   | 8     | 1302 | 162.75 min. |
| =        | Cinthya Peraza Fernández          | Santos      | 8     | 1488 | 186.00 min. |
| 10º      | Katty Martínez Abad               | Tigres      | 7     | 740  | 105.71 min. |

#### Tripletes o más
| Jugadora                     | Club        | Local                | Resultado | Visita    | Goles         | Fecha                 | Jornada    |
| ---------------------------- | ----------- | -------------------- | --------- | --------- | ------------- | --------------------- | ---------- |
| Renae Nicole Cuéllar Cuéllar | Tijuana     | Atlético de San Luis | 3 - 5     | Tijuana   | 8' 20' 21'    | 31 de enero de 2021   | Jornada 4  |
| Alicia Cervantes Herrera     | Guadalajara | Guadalajara          | 5 - 1     | León      | 10' 40' 71'   | 28 de febrero de 2021 | Jornada 8  |
| Alicia Cervantes Herrera     | Guadalajara | Guadalajara          | 3 - 0     | Puebla    | 36' 38' 83'   | 21 de marzo de 2021   | Jornada 12 |
| Joseline Montoya Rodríguez   | Guadalajara | Guadalajara          | 5 - 0     | Monterrey | 60' 67' 90'   | 26 de abril de 2021   | Jornada 16 |
| Renae Nicole Cuéllar Cuéllar | Tijuana     | Tijuana              | 3 - 0     | Necaxa    | 20' 45+1' 52' | 3 de mayo de 2021     | Jornada 17 |